# Зайкино
За́йкино (рос. Зайкино) — селище у складі Колпашевського району Томської області, Росія. Входить до складу Інкінського сільського поселення.

## Населення
Населення — 7 осіб (2010; 5 у 2002).
Національний склад (станом на 2002 рік):
- росіяни — 100 %